# Helen (eiland)
Helen (Engels: Helen Island) is het zuidelijkste eiland van de Micronesische eilandrepubliek Palau. Het eiland heeft een oppervlakte van drie hectare en ligt in het noorden van Helen Reef, een atol dat deel uitmaakt van de staat Hatohobei. Samen met Sonsorol vormt Hatohobei op zijn beurt de Zuidwesteilanden.
Helen is, afgezien van de boven het water uitstekende rots Round Rock, het enige eiland in het atol. In een opzichtershuis op het door palmbomen begroeide eiland verblijven sinds het begin van de jaren 1990 permanent drie wachters van de staatsoverheid, die het atol bewaken tegen eventuele buitenlandse indringers. Om die reden wordt Helen doorgaans tot Palaus bewoonde eilanden gerekend.

## Geografie

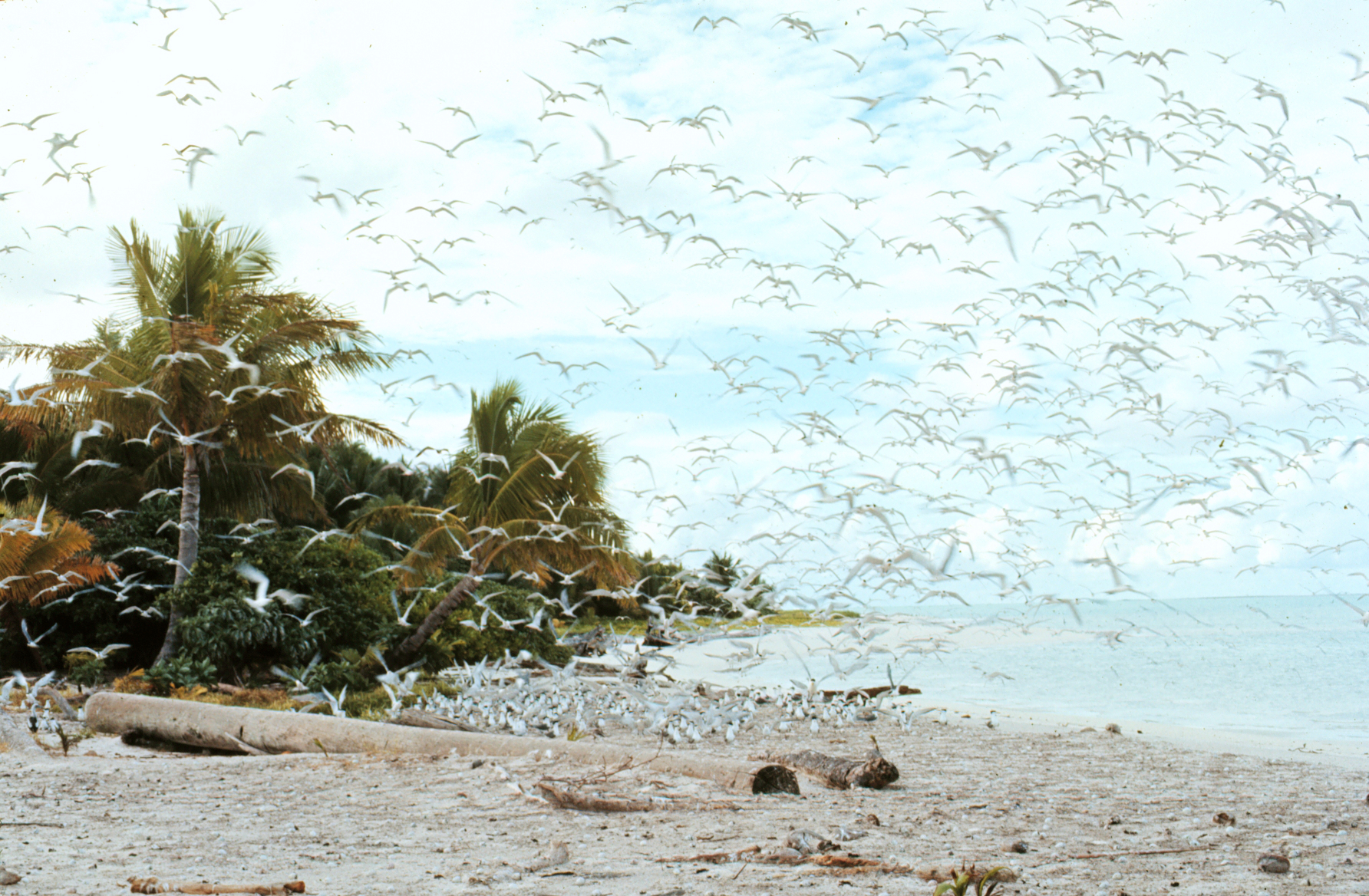
Kolonie sterns op Helen

Helen ligt circa 70 kilometer oostelijk van Hatohobei, het hoofdeiland van de staat. Het eiland wordt gevormd door de top van een zandduin met een oppervlakte van 25 hectare. De duin schuift met een snelheid van drie à vier meter per jaar op in zuidoostelijke richting, naar de lagune toe.
Helen is een van de acht Important Bird Areas (IBA) in Palau.